# Ses Païsses
Ses Païsses (vollständiger Name Poblat Talaiòtic de Ses Païsses, „Talaiotisches Dorf von Ses Païsses“) ist eine bedeutende archäologische Ausgrabungsstätte einer der eisenzeitlichen Talaiot-Kultur (auch Talayot-Kultur) zugerechneten Siedlung auf der spanischen Baleareninsel Mallorca. Die Siedlungsreste befinden sich südöstlich der Stadt Artà in der Region (Comarca) Llevant. Das genaue Alter der Siedlung ist nicht bekannt. Man nimmt an, dass sie vom Anfang des 1. Jahrtausends bis etwa 100 v. Chr. bewohnt war. Die Fundstätte ist eines der am besten erhaltenen Zeugnisse der Megalithkultur auf den Balearischen Inseln.

## Lage

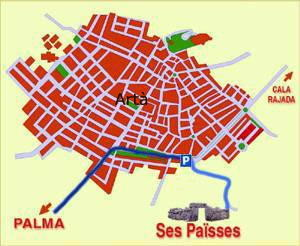
Lage der Siedlung bei Artà

Ses Païsses befindet sich etwa 400 Meter südöstlich des Stadtrands von Artà und ist 700 Meter vom Stadtzentrum entfernt. Zur prähistorischen Siedlung führt der Camino de Sa Corballa, ein zu einer schmalen Straße ausgebauter, asphaltierter Weg, der an einem Kreisverkehr neben der ehemaligen Bahnlinie von der Avinguda de Costa i Llobera (MA-15) abzweigt. Die Zufahrt von der Hauptstraße MA-15 ist gut ausgeschildert. Zu den Öffnungszeiten steht neben der Siedlung Ses Païsses ein kleiner Parkplatz zur Verfügung. Durch die Anlage führt ein gekennzeichneter Rundweg.
Die Reste der prähistorischen Siedlung befinden sich auf einer von alten Steineichen umgebenen Anhöhe, 120 bis 125 Meter über dem Meeresniveau. Von hier aus war das umliegende Gebiet gut einsehbar, in dem weitere Talaiot-Siedlungen, wie das etwa vier Kilometer Luftlinie entfernte Sos Sastres, liegen. Wie andere talaiotische Siedlungen liegt Ses Païsses in der Nähe eines Bachlaufs, der den Wasserbedarf der Bewohner deckte. Das Bett des Torrent de ses Terretes, eines Zusammenflusses des Torrent des Revolts und des Torrent des Molinet östlich der Siedlung, verläuft etwa 50 Meter südlich der Umfassungsmauer. Südwestlich befindet sich in 250 Metern Entfernung eine Quelle.

## Forschungsgeschichte
Die Megalithsiedlung von Ses Païsses ist seit Jahrhunderten bekannt, aber erst 1946 wurde die archäologische Fundstätte zum kunsthistorischen Denkmal erklärt und damit unter Schutz gestellt. Im Jahr 1950 erwarb der Staat das Gelände. Von 1959 bis 1963 leitete der italienische Archäologe Giovanni Lilliu, bekannt vor allem für seine Erforschung der sardischen Nuraghen, vier Ausgrabungs-Kampagnen, die wertvolle Informationen lieferten und die meisten der heute sichtbaren Bauwerke freilegten. In den 1990er Jahren setzte  der mallorquinische Archäologe Javier Aramburu (* 1961) die Arbeiten Lillius fort und entdeckte weitere Gebäude. Seit 2004 werden jährlich Grabungskampagnen durchgeführt.
Die Forschungen ergaben, dass der zentrale Turm, der Talaiot, als ältester Teil der Siedlung anzusehen ist und am Anfang des 1. Jahrtausends v. Chr. gebaut wurde. Seine Funktion ist nicht eindeutig geklärt. Wahrscheinlich wurde er als Ort für religiöse Zeremonien genutzt. Es könnte sich aber auch um eine Art Vorratskammer gehandelt haben. Verteidigungszwecken diente er wahrscheinlich nicht. In den folgenden Jahrhunderten wurden an den Talaiot verschiedene Wohngebäude angebaut. Nach Aramburu wurde die Ringmauer zwischen 650 und 540 v. Chr. errichtet, als die Konflikte zwischen den Familienclans, die jeweils eine Talaiot-Siedlung bewohnten, den Schutz der Anlage nötig machten. Bis zur Eingliederung Mallorcas ins Römische Reich im Jahre 123 v. Chr. wurde die Siedlung ständig bewohnt und die Gebäude mehrmals umgebaut. Danach wurde sie teilweise zerstört und verlassen.

## Beschreibung

### Basisdaten

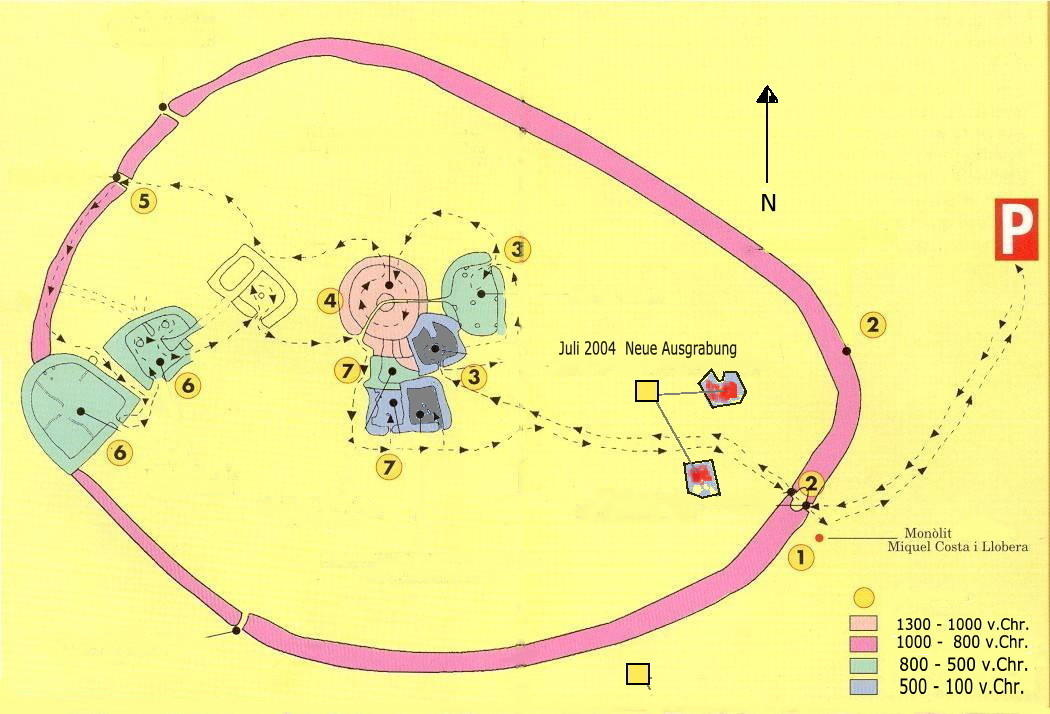
Plan der Anlage aus dem Jahr 2004

- Kultur: Talaiotikum und Posttalaiotikum
- Datierung der Funde: zwischen 1000 und 100 v. Chr.
- Bautechnik: zyklopisch
- Gesamtfläche: 10.800 m²
- Grundriss: annähernd elliptisch
- Länge der Achsen: nord-südlich 103 m und ost-westlich 133 m
- Umfang der Mauer: 374 m
- mittlere Dicke der Mauern: 3,60 m
- maximale Höhe der Mauern: 3,50 m am südöstlichen Zugang

### Die gefundenen Bauwerke
Die doppelwandige Mauer (2 und 5), die Ses Païsses umgibt, wurde in Zyklopen-Technik errichtet. Sie ist im Durchschnitt 3,6 Meter breit und am südöstlichen Zugang bis zu 3,5 Meter hoch. Die Außenmauer ruht auf großen, bis zu acht Tonnen schweren Steinen, die in die Erde eingelassen wurden. Beim Bau der inneren Mauerwand wurden kleinere Steine verwendet und in Reihen aufgeschichtet. Die drei Zugänge zur Siedlung bestehen jeweils aus zwei großen senkrecht stehenden Steinen als Pfosten, auf denen quer eine weitere Steinplatte als Türsturz liegt.

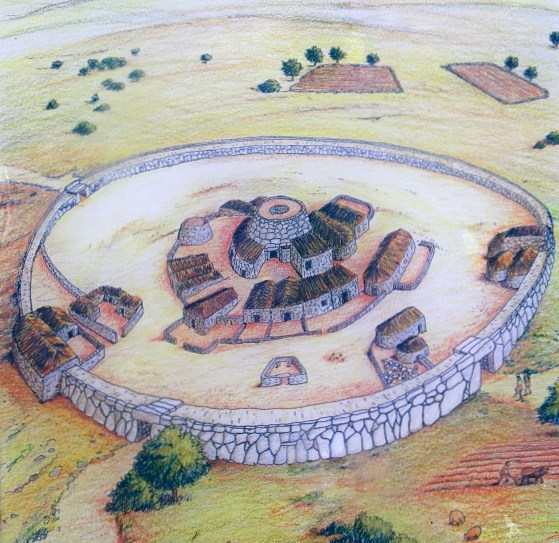
Rekonstruktion der Siedlung auf der Schautafel vor dem Eingang

Das hufeisenförmige Zimmer (3), das sich an den Talaiot anlehnt, hat eine Fläche von 132 m². Seine Wände sind aus relativ kleinen Steinen in horizontalen Lagen aufgeschichtet. Im Innern des Raums fand Lilliu mehrere Feuerstellen mit Knochenresten, Talaiot-Keramik, Werkzeuge aus Eisen und eine Grabstätte. Lilliu und Aramburu datieren das Gebäude in die späte Zeit der Siedlung.
Das apsidenförmige Gebäude, das als Hypostylos-Saal (3) bekannt ist, diente wahrscheinlich gemeinschaftlichen Zwecken. Es weist in der Mitte drei freistehende und an den Wänden sieben weitere Säulen auf. Ein 0,7 Meter hoher Gang führt von hier in den zentralen Talaiot.
Der zentrale turmähnliche Bau, der Talaiot (4), ist das älteste Gebäude von Ses Païsses. Es handelt sich um einen zylindrischen Turm von 12 Metern Durchmesser und 4 Metern Höhe. Wie Talaiots anderer Siedlungen könnte er in der Mitte eine Säule besessen haben, die ein Dach trug, wenn auch beides nicht erhalten ist. Der Turm ist über zwei niedrige Gänge mit angrenzenden Gebäuden verbunden.
Zwischen zwei Gebäuden mit apsidenförmigem Grundriss (6) befindet sich die einzige bisher entdeckte Straße. Die aus großen Steinen gebaute Mauer des einen Gebäudes reicht über die Siedlungsmauer hinaus. Die anderen Mauern sind aus kleineren Steinen gebaut. Die Bauten sind durch Wände aus Tonerde jeweils in drei Kammern geteilt. Eines der Gebäude wurde nach einem Brand nicht mehr bewohnt, sondern diente vom 5. bis zum 2. Jahrhundert v. Chr. als Grabstätte.
Südlich des Talaiots befinden sich zwei Räume mit rechteckigem Grundriss (7). Im ersten, der eine Fläche von 25,7 m² hat, ist noch der untere Teil einer Säule erhalten. Hier wurde auch eine Feuerstelle gefunden. Es wird angenommen, dass der Raum vom 5. bis zum 1. Jahrhundert v. Chr. bewohnt war. Man hat hier sogar Reste aus römischer Zeit gefunden, z. B. eine aus der zweiten Hälfte des 2. Jahrhunderts n. Chr. stammende Lampe. Der zweite Raum von 37,5 m² Fläche besitzt im Inneren zwei Säulen.
Der heutige Ausgrabungsbereich umfasst ein nierenförmiges Gebäude, das sich von innen an die Mauer schmiegt, und ein Gebäude mit rechteckigem Grundriss nahe dem Eingang. Letzteres wurde in der Frühzeit der Siedlung in Zyklopenbauweise errichtet und später umgebaut.

Ansichten der Ausgrabungsstätte
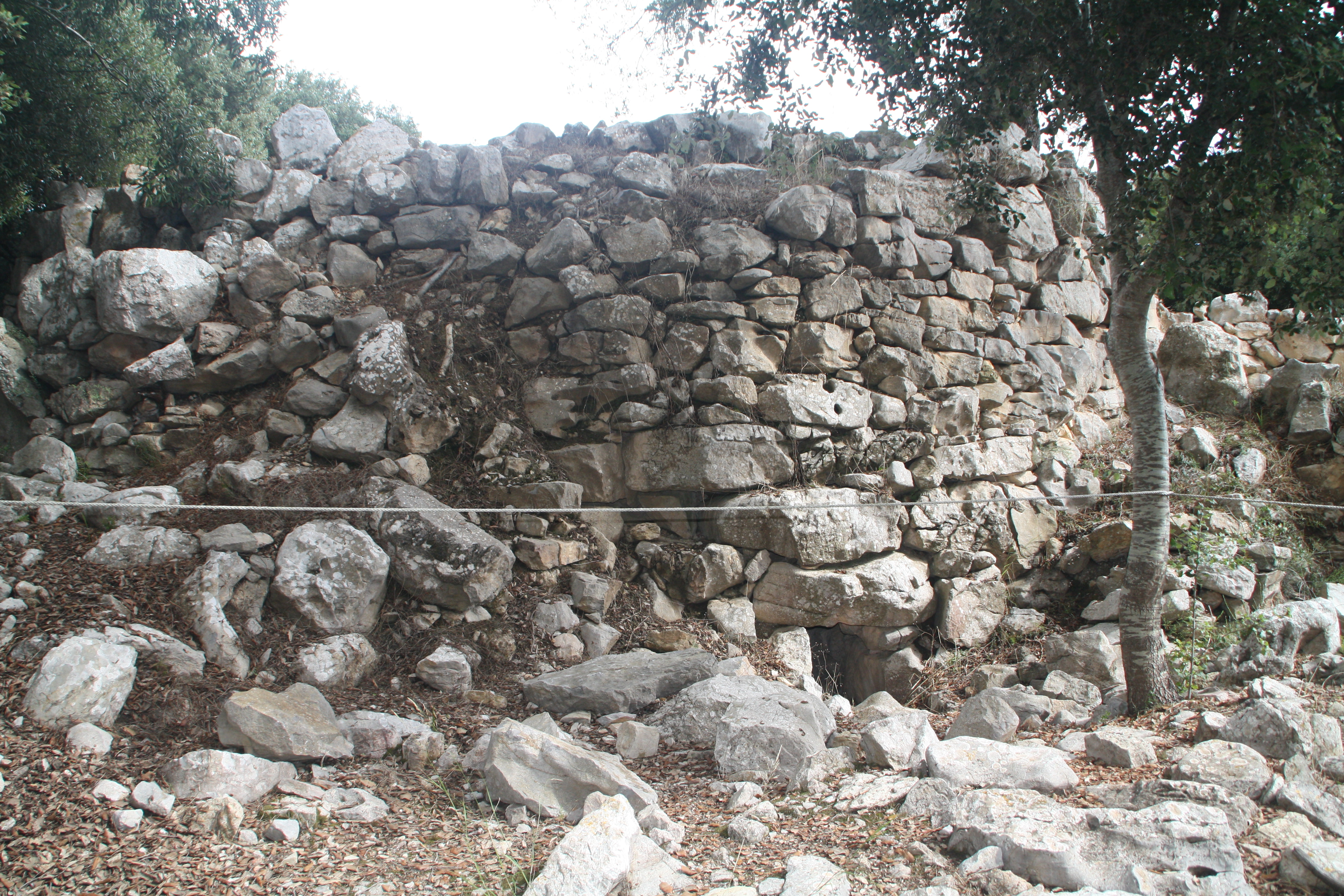
Der Talaiot
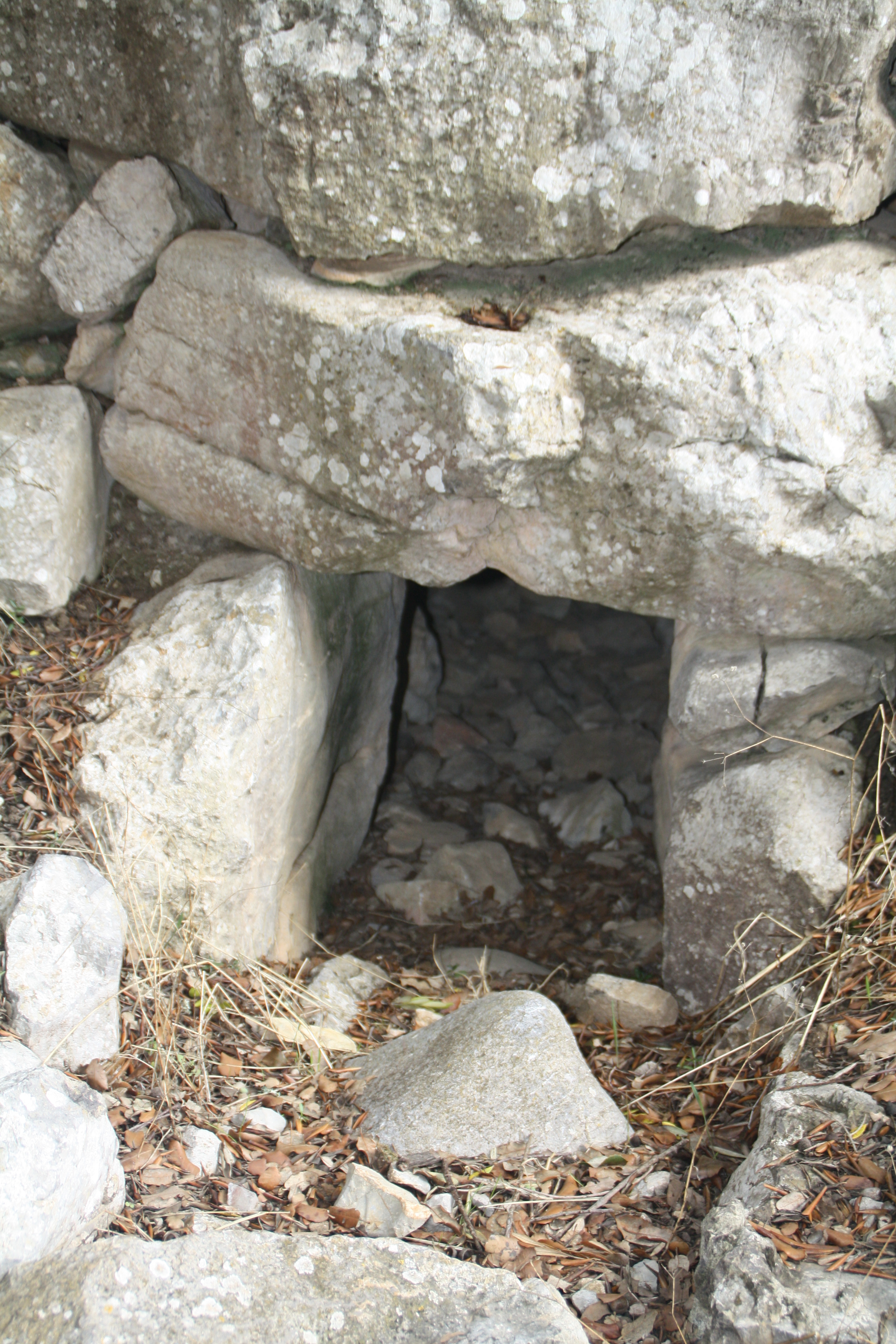
Zugang zum Talaiot
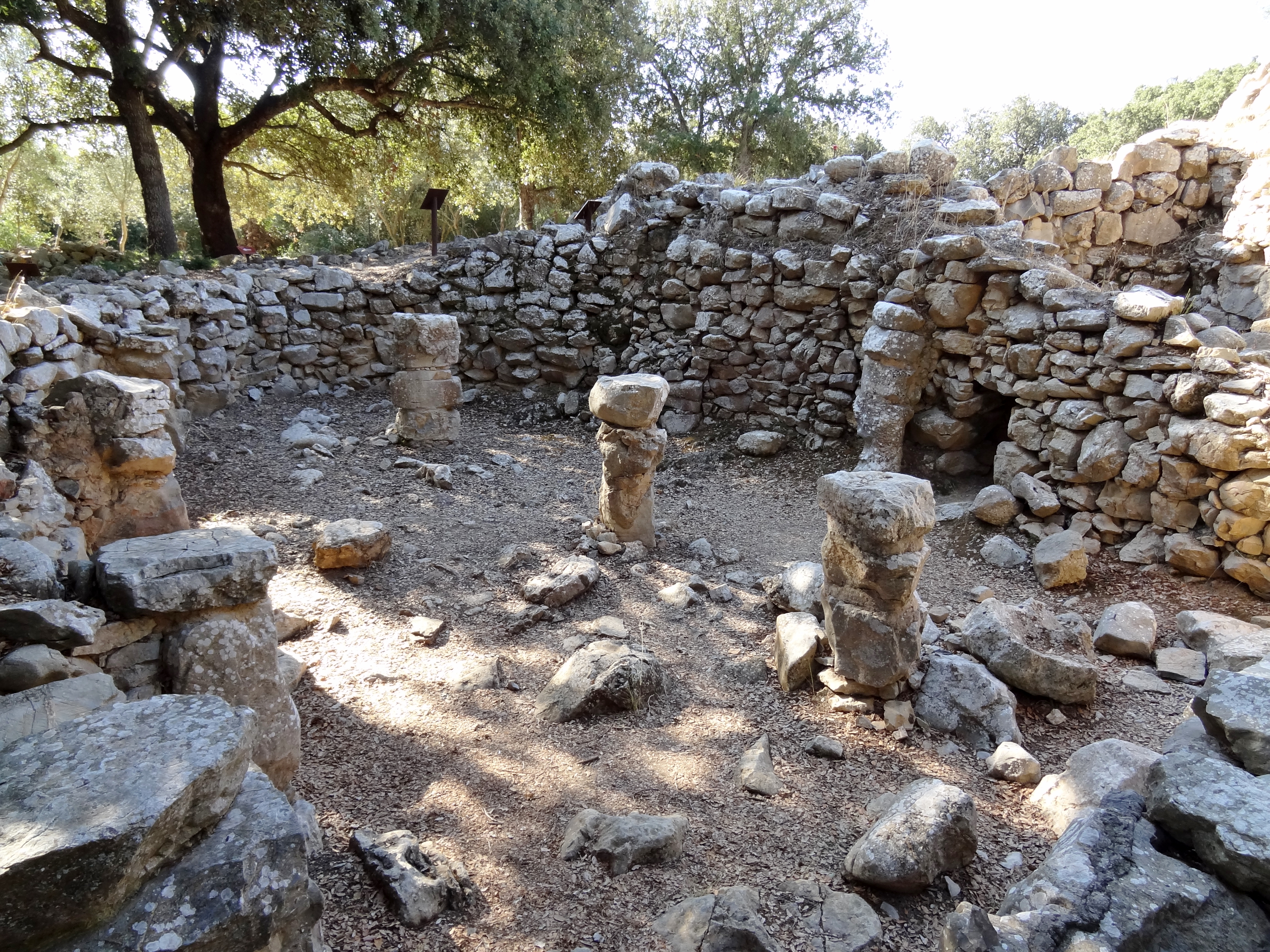
Der Hypostylos-Saal
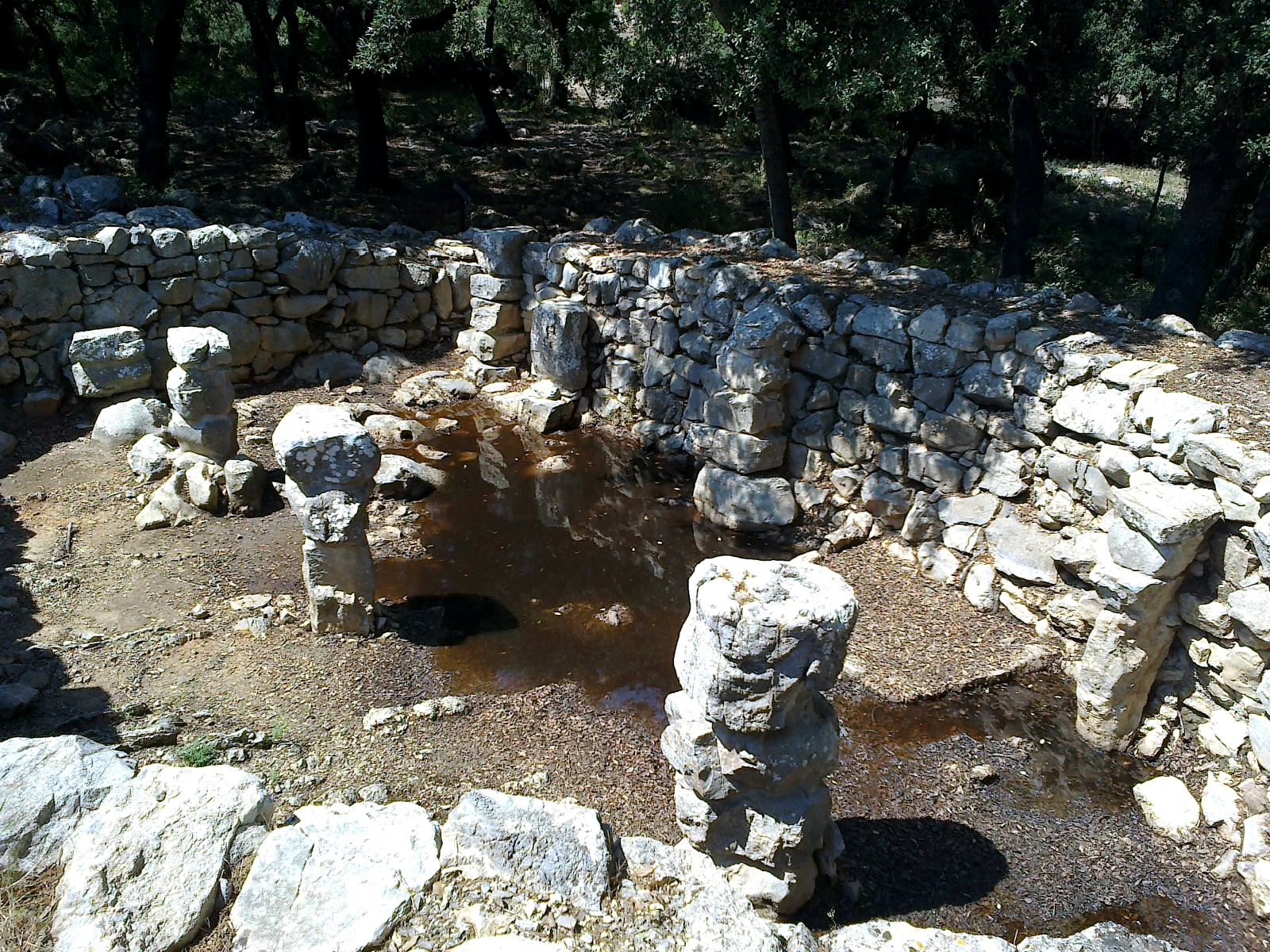
Der Hypostylos-Saal
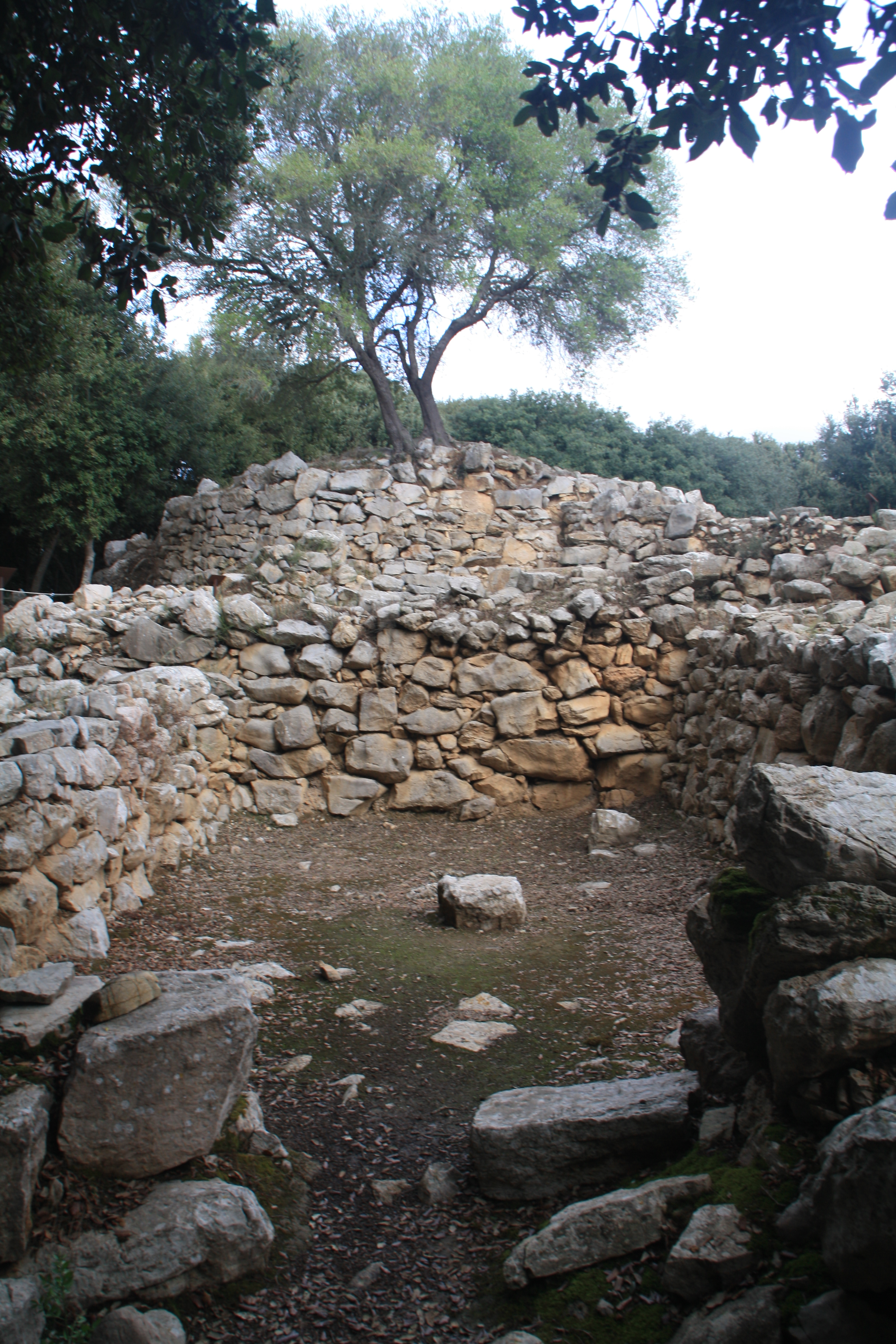
Ein rechteckiger Raum

## Sehenswerte Funde
Das Regionalmuseum von Artà (katalanisch Museu Regional d’Artà) in der Carrer de l’Estel 4 neben dem Rathaus zeigt hauptsächlich Funde der Talaiot-Kultur aus der Umgebung von Artà, speziell aus Ses Païsses. Zu sehen sind Keramik, Schmuck und verschiedene Gegenstände aus Bronze.

## Ses Païsses in der Literatur

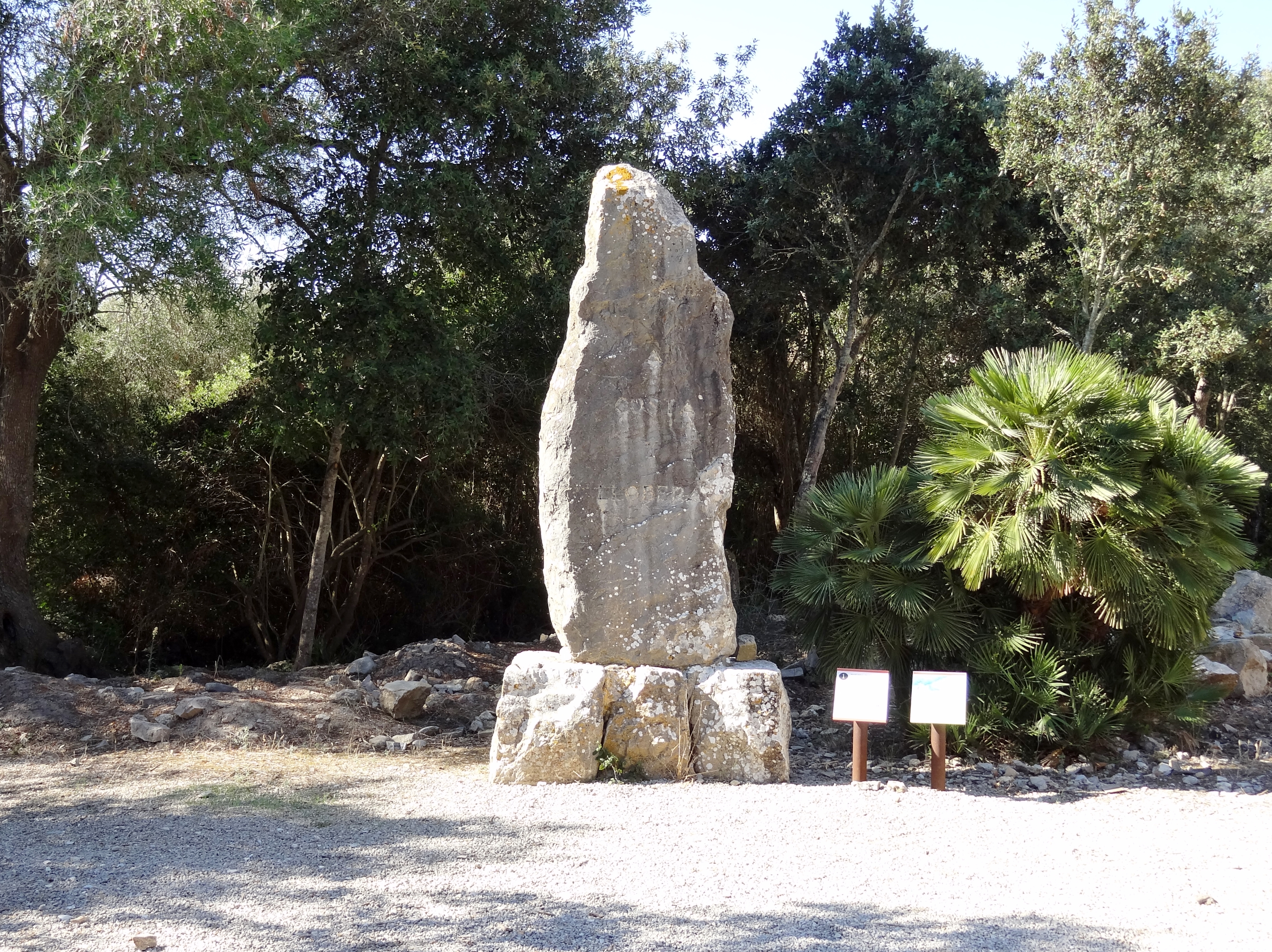
Gedenkmonolith an Miquel Costa i Llobera

Der mallorquinische Schriftsteller und Geistliche Miquel Costa i Llobera (1854–1922) wählte Ses Païsses zum Schauplatz eines Großteils der Handlung seiner Dichtung La deixa del geni grec (deutsch: Das Vermächtnis des griechischen Genius) aus dem Jahre 1901. Die Heldin des Gedichts, Nuredduna, die Enkelin des Hohepriesters und Wahrsagerin des Stammes der Steineiche, sammelt das klassische Erbe der Griechen. Der Ort ist unschwer als Ses Païsses auszumachen.
Zum Gedenken an den Schriftsteller steht ein Monolith vor dem heutigen Haupteingang zur Siedlung.